# アンドレア・ボウマン

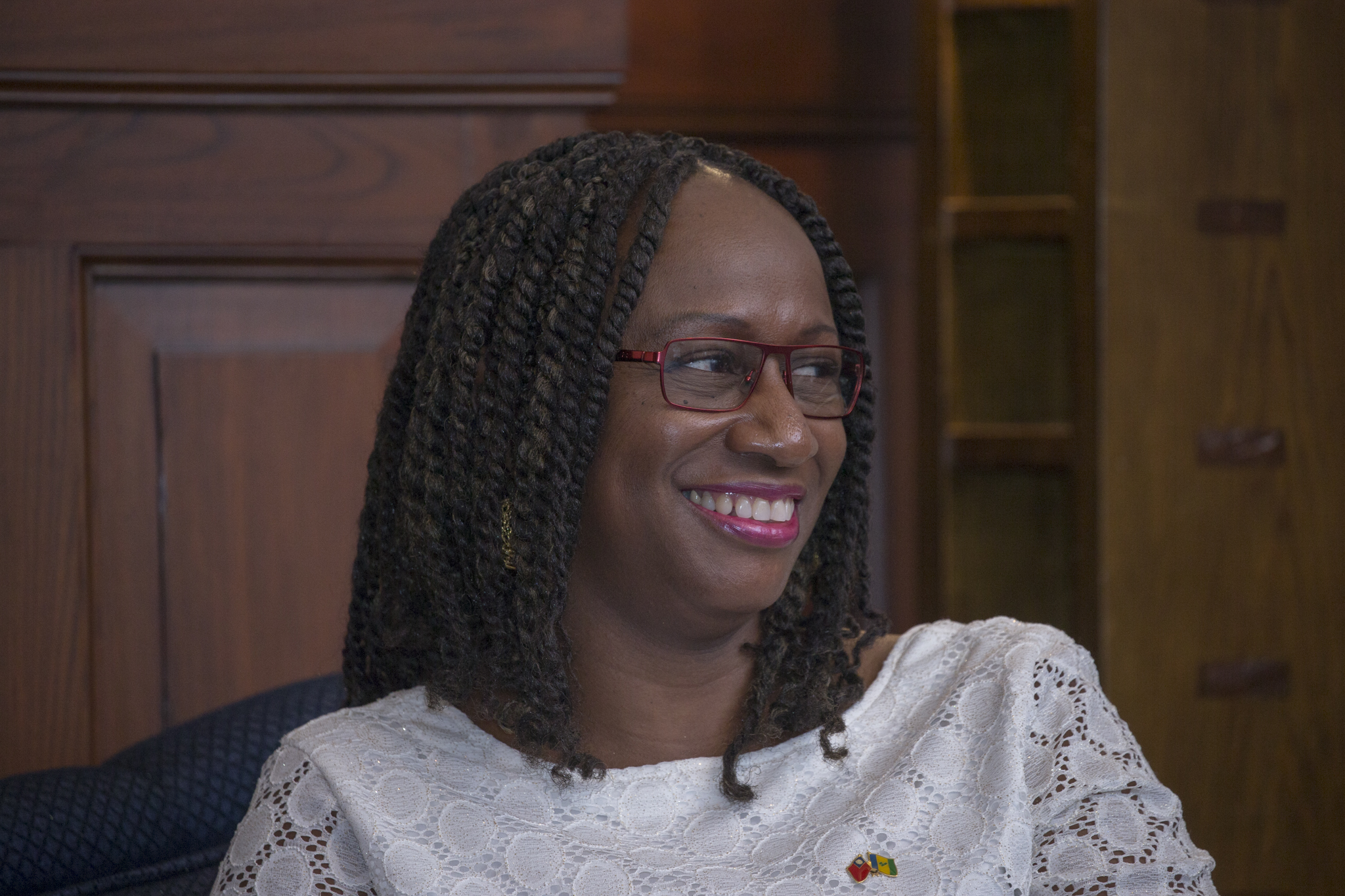
蔡英文総統とラルフ・ゴンサルヴェス首相の首脳会談に立ち合った後、蔡総統に信任状を捧呈して会談するボウマン大使（2019年8月）

アンドレア・カイザー・ボウマン（英語: Andrea Keizer Bowman、繁体字中国語: 柏安卓）は、セントビンセント・グレナディーンの教育者、外交官、大使。2019年より台北常駐の在中華民国大使、2022年より非常駐の駐日大使。

## 経歴
ボウマンは駐台大使を拝命する前に教育者として40年以上奉職しており、セントビンセント文法学校、セントビンセント師範大学、セントビンセント女子高等学校（GHS）、SVGコミュニティ・カレッジ（SVGCC）、トリニティ医科学校で教鞭を執った後、2017年から2019年にかけてGHS理事長を務めた。
2019年8月7日、ラルフ・ゴンサルヴェス首相と初代在中華民国（駐台）特命全権大使ボウマンが台北の中華民国総統府を訪問し、両国間の首脳会談およびボウマン大使による蔡英文総統への信任状捧呈が執り行われた。翌8日に初めて在中華民国セントビンセント・グレナディーン大使館が設置された。
2021年8月8日から8月15日にかけての8日間、大使館開館2周年（2021年8月8日）と両国建交40周年（2021年8月15日）を祝賀するために、ボウマン大使は動画を公開した。
2022年9月1日、ボウマンは次期駐日大使として滞在中の東京で武井俊輔外務副大臣を表敬訪問し、両国間の連携強化について意見を一致させた上で前年4月に発生したスフリエール火山噴火の被災地支援など日本の対セントビンセント・グレナディーン協力に対する謝意を表明した。翌2日、非常駐の駐日大使として皇居で信任状を捧呈した。
2025年2月26日現在、セントビンセント・グレナディーン大使としての中華民国駐箚歴は信任状捧呈日から起算して通算2031日となっており、2022年9月にマーシャル諸島のネイジョン（艾芮瓊）大使が離任して以来、現職の在中華民国各国大使のうち最も駐箚期間が長い。